# Nogueira do Cravo (Oliveira de Azeméis)
Nogueira do Cravo ist ein Ort und eine ehemalige Gemeinde (Freguesia) im portugiesischen Kreis Oliveira de Azeméis. Die Gemeinde hatte 2853 Einwohner (Stand 30. Juni 2011).
Am 29. September 2013 wurden die Gemeinden Nogueira do Cravo und Pindelo zur neuen Gemeinde União das Freguesias de Nogueira do Cravo e Pindelo zusammengeschlossen. Nogueira do Cravo ist Sitz dieser neu gebildeten Gemeinde.